# 2-es busz (Zalaegerszeg)
A zalaegerszegi  2A jelzésű autóbuszok az Széchényi tér – Csácsbozsok  útvonalon közlekedik. A Bozsoki autóbusz-fordulót is érinti. Régen "2-es autóbusz" is volt, ami a Széchényi tér -  Landorhegy - Ola - Széchényi tér - Csácsbozsok vonalon ment. A vonalat a Volánbusz üzemelteti.

## Útvonala
| 2A buszok: Autóbusz-állomás → Csácsbozsok                                            |
| ------------------------------------------------------------------------------------ |
| Széchényi tér. – Berzsenyi Dániel utca – Balatoni út – Nyerges utca – Damjanich utca |
| 2E buszok: Ganz Technikum -> Autóbuszállomás                                         |
| Ganz Technikum – Gasparich utca - Rákóczi út - Autóbusz-állomás vá.                  |
|                                                                                      |

## Megállóhelyei
| 2 (Autóbusz-állomás → Csácsbozsok → Autóbusz-állomás)  | 2 (Autóbusz-állomás → Csácsbozsok → Autóbusz-állomás)  | 2 (Autóbusz-állomás → Csácsbozsok → Autóbusz-állomás)  | 2 (Autóbusz-állomás → Csácsbozsok → Autóbusz-állomás)  | 2 (Autóbusz-állomás → Csácsbozsok → Autóbusz-állomás)  | 2 (Autóbusz-állomás → Csácsbozsok → Autóbusz-állomás)  | 2 (Autóbusz-állomás → Csácsbozsok → Autóbusz-állomás)  | 2 (Autóbusz-állomás → Csácsbozsok → Autóbusz-állomás)  |
| 2A (Autóbusz-állomás → Csácsbozsok → Autóbusz-állomás) | 2A (Autóbusz-állomás → Csácsbozsok → Autóbusz-állomás) | 2A (Autóbusz-állomás → Csácsbozsok → Autóbusz-állomás) | 2A (Autóbusz-állomás → Csácsbozsok → Autóbusz-állomás) | 2A (Autóbusz-állomás → Csácsbozsok → Autóbusz-állomás) | 2A (Autóbusz-állomás → Csácsbozsok → Autóbusz-állomás) | 2A (Autóbusz-állomás → Csácsbozsok → Autóbusz-állomás) | 2A (Autóbusz-állomás → Csácsbozsok → Autóbusz-állomás) |
| 2Y (Autóbusz-állomás → Csácsbozsok → Autóbusz-állomás) | 2Y (Autóbusz-állomás → Csácsbozsok → Autóbusz-állomás) | 2Y (Autóbusz-állomás → Csácsbozsok → Autóbusz-állomás) | 2Y (Autóbusz-állomás → Csácsbozsok → Autóbusz-állomás) | 2Y (Autóbusz-állomás → Csácsbozsok → Autóbusz-állomás) | 2Y (Autóbusz-állomás → Csácsbozsok → Autóbusz-állomás) | 2Y (Autóbusz-állomás → Csácsbozsok → Autóbusz-állomás) | 2Y (Autóbusz-állomás → Csácsbozsok → Autóbusz-állomás) |
| Perc (↓)                                               | Perc (↓)                                               | Perc (↓)                                               | Megállóhely                                            | Perc (↑)                                               | Perc (↑)                                               | Perc (↑)                                               | Átszállási lehetőségek                                 |
| 2                                                      | 2A                                                     | 2Y                                                     | Megállóhely                                            | 2                                                      | 2A                                                     | 2Y                                                     | Átszállási lehetőségek                                 |
| ------------------------------------------------------ | ------------------------------------------------------ | ------------------------------------------------------ | ------------------------------------------------------ | ------------------------------------------------------ | ------------------------------------------------------ | ------------------------------------------------------ | ------------------------------------------------------ |
| 0                                                      | 0                                                      | 0                                                      | Autóbusz-állomás végállomás                            | 24                                                     | 21                                                     | 24                                                     | 1A, 5, 5C, 5Y, 9E, 10E, 24, 26, 30, 30A, 30C, 41, C5   |
| 2                                                      | 2                                                      | 2                                                      | Berzsenyi utca 15.(↓) Berzsenyi utca 26. (↑)           | 22                                                     | 19                                                     | 22                                                     |                                                        |
| 4                                                      | 4                                                      | 4                                                      | TESCO                                                  | 20                                                     | 17                                                     | 20                                                     | 9, 9E                                                  |
| 6                                                      | 6                                                      | 6                                                      | Vízmű (Zalavíz Zrt.)                                   | 18                                                     | 15                                                     | 18                                                     | 3C                                                     |
| 7                                                      | 7                                                      | 7                                                      | Praktiker (ZalaPark)                                   | 16                                                     | 13                                                     | 16                                                     |                                                        |
| 8                                                      | 8                                                      | 8                                                      | Csácsbozsok elágazó                                    | 15                                                     | 12                                                     | 15                                                     |                                                        |
| ∫                                                      | ∫                                                      | 9                                                      | Csácsbozsok, Bozsoki autóbusz-forduló                  | 13                                                     | ∫                                                      | ∫                                                      |                                                        |
| 9                                                      | 9                                                      | 12                                                     | Csácsbozsok, Nyerges utca 17.                          | ∫                                                      | ∫                                                      | ∫                                                      |                                                        |
| ∫                                                      | ∫                                                      | ∫                                                      | Csácsbozsok, Csácsi utca                               | 11                                                     | 11                                                     | 14                                                     |                                                        |
| 10                                                     | 10                                                     | 13                                                     | Csácsbozsok, Damjanich utca                            | 10                                                     | 10                                                     | 13                                                     |                                                        |

| 0 | Autóbusz-állomás végállomás | 9 | 1A, 5, 5C, 5Y, 9E, 10E, 24, 26, 30, 30A, 30C, 41, C5 |
| 3 | Vízmű (Zalavíz Zrt.)        | 6 | 3C                                                   |
| 5 | Praktiker (ZalaPark)        | 5 |                                                      |
| 5 | Csácsbozsok elágazó         | 4 |                                                      |
| 7 | Csácsi arborétum            | 2 |                                                      |
| 8 | Cserlap végállomás          | 0 |                                                      |